# Goodies (Lied)
Goodies ist ein R&B- und Hip-Hop-Song der US-amerikanischen R&B-Sängerin Ciara und des Rappers Petey Pablo. Er wurde für Ciaras Debütalbum Goodies (2004) von Ciara, Sean Garrett, LaMarquis Jefferson, Craig Love und Lil Jon geschrieben. Goodies ist eine Kombination aus Crunk, Hip-Hop und R&B und wurde als erste Single des Albums im Sommer 2004 veröffentlicht, in einigen Ländern im Frühjahr 2005. Der Song wurde Ciaras erster Nummer-eins-Hit in den britischen Charts und den US-Charts. Er stand sieben Wochen hintereinander auf Platz eins. Der Song war auch international erfolgreich und wurde mit Gold in den USA ausgezeichnet.

## Hintergrund und Entstehung
Nach den Erfolgen von Ushers „Yeah!“ und Petey Pablos „Freek-a-Leek“ wollten LaFace und L.A. Reid eine weibliche Version von Pablos „Freek-a-Leek“ produzieren. Ciara wollte den Song mit Hip-Hop-Produzent Lil Jon aufnehmen. Sie nahm eine Demo zum Song auf, hatte Schwierigkeiten, den Text zu schreiben und nahm nur die Melodie auf. Reid bat Songwriter Sean Garrett, Ciara beim Songschreiben zu helfen. Es dauerte mehrere Tage, bis die Texte fertig waren.

## Mitwirkende
- Gesang – Ciara
- Musik Performance – Lil Jon
- Produzent – Charles Sanders
- Zweiter Produzent – Steve Nowacynski and Brian Stanley
- Audio Mix von Lil Jon, Ray Seay, Brian Stanley

## Rezeption
„Goodies“ bekam zahlreiche gute Kritiken. Fazed.com nannte den Song „clever und ironisch in Bezug auf ihr sexy image“ und schrieb: „Der Song hat einen sexy beat“. The Situation bezeichnete den Song als „einen perfekten Dance Tune mit einem soliden Beat“. 2005 war Goodies für den Grammy in der Kategorie „Best R&B/Soul or Rap Song of the Year“ nominiert. Goodies ist auf dem Soundtrack zum Film Just My Luck aus dem Jahr 2006 enthalten.

## Musikvideo
Das Musikvideo zu „Goodies“ wurde von Benny Boom gedreht und im April 2004 gedreht. Es zeigt Ciara und ihre Freunde, wie sie in einem Oldsmobile 442 Cabriolet entlang der Atlanta Straßen zur örtlichen Autowaschanlage. Es bietet Cameo-Auftritte von BoneCrusher, Monica, Rasheeda, Jazze Pha, Young Jeezy, Lil Jon und anderen Andere. Ciara hat das Video 27 Stunden lang mit Regisseur Benny Boom gedreht. Es beginnt damit, dass Ciara ihr Haus verlässt. Ihre Freundin schreit: „Was geht, Kumpel?!“ und Ciara antwortet genauso. Dann rennt Ciaras Schwester nach draußen und sagt, dass Jazze Pha am Telefon sei. Jazze sagt Ciara, dass sie zum Abhängen in die Autowaschanlage gehen werden und Ciara sagt, dass sie auch mitkommen wird. Dann gibt sie ihrer Schwester das Telefon zurück und sagt ihr, sie solle sich von ihrem Zimmer fernhalten. Dann beginnt das Lied und Ciara beginnt, ihr Intro zu singen, sobald Petey Pablo seinen Vers rappt. Während dieser Einführung sehen wir, wie Ciara mit ihren Freunden zur Autowaschanlage fährt. Auf dem Weg dorthin trifft sie ein paar junge Männer und lädt sie zur Autowaschanlage ein. Dann kommt sie zur Autowaschanlage und trifft sich mit verschiedenen Leuten, darunter Monica. Während des Liedes tanzt Ciara mit ihren Ersatztänzern vor einem blau-weißen Hintergrund. In dieser Szene führt Ciara zum ersten Mal die „Matrix“ aus, ihren charakteristischen Zug. Die erweiterte Version des Videos beinhaltet den abendfüllenden Tanz von Ciara mit den Ersatztänzern sowie weitere Aufnahmen von ihr und Monica als Duo.

### Chartplatzierungen
Goodies ist Ciaras erfolgreichste Single in den USA. Sie debütierte auf dem 94. Platz in den Billboard Hot 100 und stand sieben Wochen auf Platz 1. Sie erreichte die Spitze der Billboard Hot 100 Airplay, Hot R&B/Hip-Hop Songs, Hot R&B/Hip-Hop Airplay, Rhythmic Top 40 und Top 40 Tracks Charts. Der Song folgte nach Lean Back von Terror Squad auf Platz 1. Er erreichte Platz 9 in den US-Jahrescharts von 2004.
Goodies erreichte Platz 1 in Kanada und Großbritannien. Der Song erreichte die Top 20 in Australien und Norwegen und die Top Ten in Deutschland und Neuseeland.
| ChartsChartplatzierungen       | Höchstplatzierung | Wochen |
| ------------------------------ | ----------------- | ------ |
| Deutschland (GfK)              | 10 (17 Wo.)       | 17     |
| Österreich (Ö3)                | 35 (12 Wo.)       | 12     |
| Schweiz (IFPI)                 | 10 (26 Wo.)       | 26     |
| Vereinigte Staaten (Billboard) | 1 (38 Wo.)        | 38     |
| Vereinigtes Königreich (OCC)   | 1 (14 Wo.)        | 14     |

| ChartsJahrescharts (2004)      | Platzierung |
| ------------------------------ | ----------- |
| Deutschland (GfK)              | 84          |
| Vereinigte Staaten (Billboard) | 9           |

| ChartsJahrescharts (2005)    | Platzierung |
| ---------------------------- | ----------- |
| Schweiz (IFPI)               | 94          |
| Vereinigtes Königreich (OCC) | 59          |

| ChartsJahrescharts (2000–2009) | Platzierung |
| ------------------------------ | ----------- |
| Vereinigte Staaten (Billboard) | 31          |

### Auszeichnungen für Musikverkäufe
| Land/Region                  | Auszeichnungen für Musikverkäufe (Land/Region, Auszeichnung, Verkäufe) | Verkäufe  |
| ---------------------------- | ---------------------------------------------------------------------- | --------- |
| Vereinigte Staaten (RIAA)    | 3× Platin · + Platin (Mastertone)                                      | 4.000.000 |
| Vereinigtes Königreich (BPI) | Silber                                                                 | 200.000   |
| Insgesamt                    | 1× Silber · 4× Platin ·                                                | 4.200.000 |